# Stagnicola contracta
Stagnicola contracta är en snäckart som först beskrevs av Currier 1881.  Stagnicola contracta ingår i släktet Stagnicola och familjen dammsnäckor. Inga underarter finns listade i Catalogue of Life.